# Aquilegia saximontana
Aquilegia saximontana är en ranunkelväxtart som beskrevs av Per Axel Rydberg. Aquilegia saximontana ingår i släktet aklejor, och familjen ranunkelväxter. Inga underarter finns listade i Catalogue of Life.

## Bildgalleri

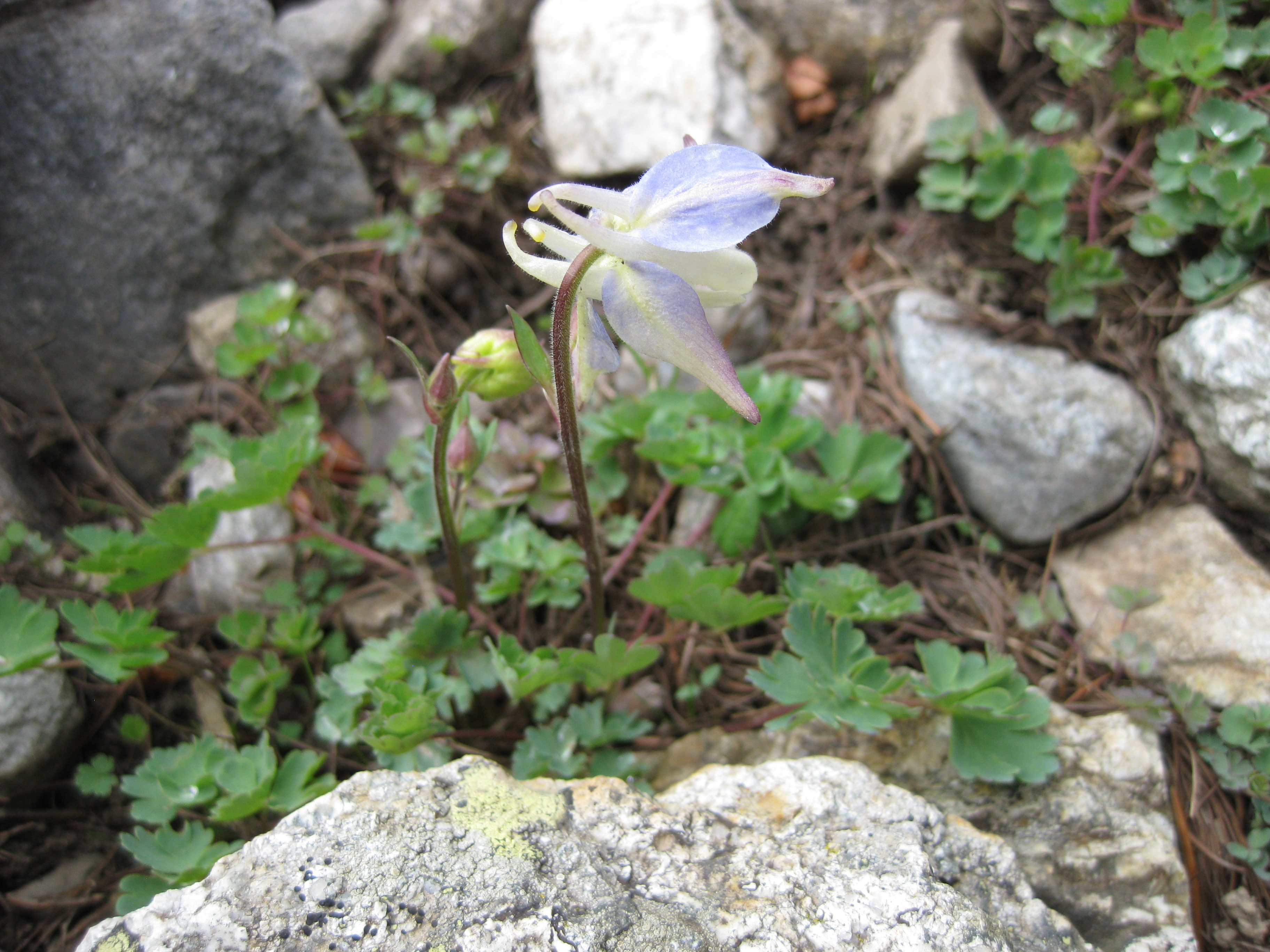
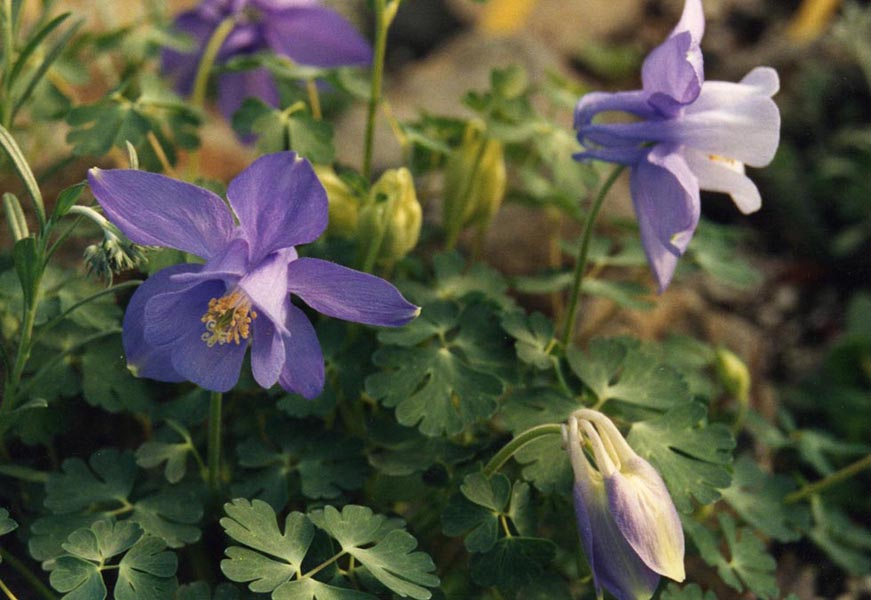